# Fundación Sobrevivientes
La Fundación Sobrevivientes es una ONG localizada en Guatemala que tiene por objeto proporcionar acceso a apoyo emocional, social y legal a cientos de mujeres víctimas de violencia que buscan justicia y protección. La asociación es integrada por mujeres sobrevivientes de violencia. Fue fundada en 2003 por Norma Cruz, activista por los derechos de las mujeres. En 2016 asumió la dirección de la fundación Claudia María Hernández Cruz.

## Historia

### Inicio
En 1999 Norma Cruz y su hija, Claudia María Hernández Cruz, quien fue víctima de violencia sexual, empiezan una lucha en búsqueda de justicia.

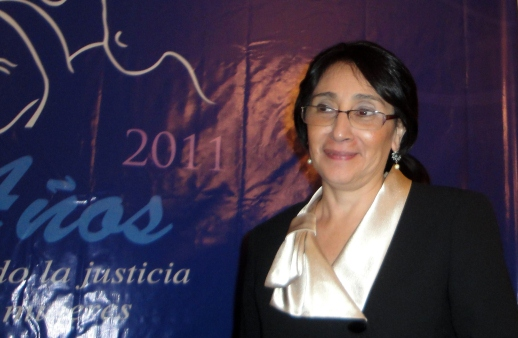
Norma Cruz, directora y fundadora de Sobrevivientes en 2011.

### Surgimiento como asociación
En una ocasión, estando ambas en una sala de espera del Ministerio Público, conocieron a un niño víctima de violación sexual. Claudia María propuso a Norma hacer algo porque no era posible quedar impasible ante tanta impunidad.
Ese fue el momento en que empezó a gestarse el concepto que daría vida, años después, a Fundación Sobrevivientes. En aquel momento, Claudia María y Norma, iniciaron un proceso de acompañamiento muy básico a la víctima y a su madre.
Otras mujeres se fueron sumando a la iniciativa. Profesionales en derecho y psicólogos empezaron a colaborar en la causa.
El Ministerio Público de Guatemala, la Policía Nacional Civil y otras instituciones comenzaron a remitirles casos que requerían acompañamiento. Se abrió una pequeña oficina, de 5 por 5 metros de espacio, dónde se efectuaba simultáneamente asesoría legal, psicoterapia y trabajo social. En enero de 2003, Sobrevivientes adoptó la figura jurídica de asociación.

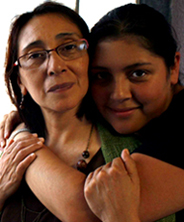
Norma Cruz y Claudia Hernández Cruz en 2008.

### Justicia en el caso de Claudia
El caso de Claudia Hernández llegó a debate. Veinte años fue la primera sentencia para su padrastro.

### De asociación a fundación
La sentencia en el caso de su hija Claudia provocó que la asociación Sobrevivientes tuviera un mayor impacto social y pronto los números de casos que atendían aumentaron. Para ahorrar recursos Norma trasladó la oficina a su casa, una pequeña vivienda en zona uno de ciudad Guatemala. También llegaron víctimas del interior. El hogar se convirtió además de oficina, en hospedaje y albergue. Eran casos de niñas víctimas de abusos deshonestos, incesto, violadas, violencia intrafamiliar, asesinato y tentativa de asesinato. Para mantener a flote la institución se vendían algunos valores y se hacían colectas entre amigos.
El 14 de junio de 2006 la asociación se convirtió en la Fundación Sobrevivientes.

### Desde su creación
Según el Departamento de Estado de los Estados Unidos, sólo en 2007, Sobrevivientes ayudó a encontrar, procesar, y condenar a 30 personas acusadas de asesinar a mujeres. La ONG funciona como un albergue para las víctimas.
La Fundación Sobrevivientes también lucha para proteger a las madres cuyos bebés son robados: primer eslabón de una cadena de suministro ilegal y lucrativo para las adopciones internacionales.
Sobrevivientes ha dado voz a cientos de víctimas de violencia doméstica y de abuso sexual y a las familias de mujeres asesinadas. Ha generado reformas y han inspirado a otros grupos y personas, dentro y fuera de Guatemala.

## Premios
En 2009, el Departamento de Estado de EE. UU. galardonó a Norma Cruz como una Mujer de Coraje. Indicaron que Cruz fue "una inspiración y símbolo de coraje y esperanza para las mujeres en Guatemala y las mujeres de todo el mundo que están trabajando para un cambio positivo". Ella recibió el premio de la Secretaría de Estado de los Estados Unidos, Hillary Clinton y de la primera dama Michelle Obama.
En 2011, Norma Cruz recibió la insignia de Caballero de la Legión de Honor de manos del Embajador de Francia en Guatemala.
La Cooperación Española le incluyó a Norma Cruz en la selección de los 25 años - 25 testimonios inaugurada el 25 de noviembre de 2014 en el Centro de Formación de la Cooperación Española en La Antigua Guatemala.

## Amenazas
Desde mayo de 2009, Norma Cruz y su familia han sido objetos de repetidas amenazas de violación y asesinato por mensajes de texto y por teléfono. Aunque el gobierno de Guatemala les ha proporcionado protección policial, las amenazas han seguido. Eso llevó a Amnistía Internacional a designar a su trabajo como "caso prioritario" en 2011.
En marzo de 2011, las oficinas ubicadas en el departamento de Chiquimula fueron dañadas por una bomba incendiaria. Nadie resultó herido en el ataque.

## Objetivos de Sobrevivientes[10]

### Misión
Erradicar cualquier forma de violencia contra las mujeres, luchando contra la impunidad y brindando a las víctimas apoyo legal, consejería y programas especiales que les ayuden a tener una vida mejor.

### Específicos
1. Realizar incidencia a través de la propuesta y planteamientos en los temas de seguridad, legislación, acceso a la justicia, que contribuya a creación de políticas públicas tendientes a prevenir, sancionar y erradicar la violencia contra las mujeres y la niñez.
2. Acompañar a las mujeres y menores, víctimas de violencia, en la búsqueda de justicia y contribuir a mejorar su desarrollo físico, psíquico, social a través de la asistencia integral.
3. Seguimiento al cumplimiento de los compromisos internacionales, en materia de los derechos humanos de la mujer y del niño, y la eliminación de la violencia contra la mujer y la infancia.
4. Divulgación y educación del público